# Raphael Thattil
Raphael Thattil (ur. 21 kwietnia 1956 w Triśur) – indyjski duchowny syromalabarski, w latach 2010–2017 eparcha pomocniczy Trichur, w latach 2017–2024 biskup Shamshabad, od 2024 arcybiskup większy Ernakulam-Angamaly i zwierzchnik Kościoła syromalabarskiego.

## Życiorys
Święcenia kapłańskie przyjął 21 grudnia 1980 i został inkardynowany do archieparchii Trichur. Był m.in. prefektem i wicerektorem niższego seminarium, wicekanclerzem kurii, sędzią trybunału kościelnego, rektorem wyższego seminarium oraz protosyncelem archieparchii.
18 stycznia 2010 został prekonizowany biskupem pomocniczym Trichur ze stolicą tytularną Buruni. Chirotonii biskupiej udzielił mu 10 kwietnia 2010 abp Andrews Thazhath.
10 października 2017 otrzymał nominację na biskupa nowo erygowanej eparchii Shamshabad.
9 stycznia 2024 synod Kościoła syromalabarskiego wybrał go arcybiskupem większym Ernakulam-Angamaly (następnego dnia wybór zatwierdził papież Franciszek). Intronizacja odbyła się 11 stycznia 2024.